# 채굴기
채굴기(採掘機, mining machine)란 암호화폐를 채굴하기 위해 사용하는 컴퓨터를 말한다. 비트코인 등 암호화폐의 거래내역을 기록한 블록의 이름을 표시하는 해시(hash)는 랜덤하게 생성되기 때문에 일일이 대입하는 방식으로 맞춰야 하는데, 이를 위해 단순 반복 연산을 빠르게 처리할 수 있는 컴퓨터 장치인 채굴기를 사용한다.

## 역사
채굴기는 최초에 개인 컴퓨터의 중앙처리장치(CPU)를 이용하던 시대에서 그래픽 카드에 사용되는 GPU를 이용하던 시대를 거쳐 채굴 전용 주문형 반도체인 에이식(ASIC)을 사용하는 시대로 발전하고 있다.

### 1세대 CPU 채굴기
채굴 난이도가 높지 않았던 초기에는 개인용 컴퓨터(PC)로도 채굴할 수 있었다. 2009년 1월 10일 비트코인을 처음 개발한 사토시 나카모토는 개인 컴퓨터(PC)에 있는 중앙처리장치(CPU)를 이용해 채굴한 것으로 알려져 있다. 하지만 채굴에 참여하는 사람들이 늘어나면서 채굴 난이도가 올라감에 따라 전문 채굴기를 사용해야 암호화폐 채굴이 가능하게 되었다. 물론 모네로 같은 코인은 오직 CPU로만 채굴이 가능하지만, 대부분의 암호화폐는 더 이상 개인 컴퓨터의 CPU로는 채굴하기 어려워졌다.

### 2세대 GPU 채굴기
채굴 경쟁이 심화되어 채굴 난이도가 상승함에 따라 고성능 병렬연산 처리 기능이 뛰어난 그래픽카드(GPU)를 여러 대 장착한 전문 채굴기를 사용하게 되었다. 채굴기용 GPU는 연산 기능이 뛰어나고, 전기 사용량이 적은 제품을 선호하는데, 미국 AMD 회사의 라데온(Radeon) RX460 및 RX470 제품과 미국 엔비디아(nVIDIA) 회사의 지포스(GeForce) GTX1060 및 GTX1070 제품을 주로 사용한다. 그래픽 카드 4개를 꽂은 4 Way 제품, 6개를 꽂은 6 Way 제품, 8개를 꽂은 8 Way 제품 등이 주로 사용된다. GPU 채굴기는 부품을 구매하여 직접 조립하거나, 혹은 1대당 대략 300~400만원 정도 가격에 구매할 수 있다.

### 3세대 ASIC 채굴기
중국의 우지한(吴忌寒, 오기한, Wu Jihan)이 이끄는 비트메인(Bitmain) 회사는 목표값 이하의 해시를 빠르게 찾아낼 수 있는 주문형 반도체인 에이식(ASIC)을 이용한 채굴기를 제작했다. ASIC 장비는 기존 GPU 방식의 채굴기에 비해 전기 사용량이 적을 뿐 아니라 채굴 성능이 월등히 뛰어나다. 비트메인의 뒤를 이어 이노실리콘, 바이칼, 할롱마이닝 등 여러 업체들이 ASIC 채굴기를 대량 생산함에 따라, 기존의 GPU 채굴기 시대는 막을 내리고 ASIC 채굴기 경쟁 시대로 접어들게 되었다.

## 참고자료
- 〈채굴기〉, 《해시넷》

## 같이 보기
- 암호화폐
- 채굴